# Верхняя Николаевка
Верхняя Николаевка — упразднённая в 1960-х годах деревня в Балтачевском районе Башкирской АССР Российской Федерации. Входила на год упразднения в состав Нижнекарышевского сельсовета. Жили русские (1959).

## Название
Название парное к Нижняя Николаевка, соседней деревни.
В 1896 году учтена как Верхне-Николаевка (Тульская).

## География
Возле деревни находилась вершина в 229 метров

### Географическое положение
Располагалась в 35 км к юго‑западу от райцентра Старобалтачёво, в 103 км к югу от ж/д станции Куеда.

## История
Основана в конце 19 в. на территории Бирского уезда.
Существовала до середины 1960‑х гг.

## Население
В 1896 году в 23 дворах проживало 146 человек, в 1906—143, в 1920 — 79, в 1939 — 94, в 1959 — 41.